# Élections législatives de 1910 en Charente
Les élections législatives de 1910 ont eu lieu les 24 avril et 8 mai 1910.

## Élus
|   | Circonscription | Député sortant         |  | Groupe parlementaire       | Député élu             |  | Groupe parlementaire       |
| - | --------------- | ---------------------- |  | -------------------------- | ---------------------- |  | -------------------------- |
| 1 | 1re d'Angoulême | Paul Mairat            |  | Gauche démocratique        | Paul Mairat            |  | Gauche radicale            |
| 2 | 2e d'Angoulême  | Auguste Mulac          |  | Gauche radicale            | Roger Poitou-Duplessy  |  | Action libérale            |
| 3 | Barbezieux      | Georges Géo-Gérald     |  | Gauche démocratique        | Jean Hennessy          |  | Républicains progressistes |
| 4 | Cognac          | James Hennessy         |  | Républicains progressistes | James Hennessy         |  | Républicains progressistes |
| 5 | Confolens       | Antoine Babaud-Lacroze |  | Union démocratique         | Antoine Babaud-Lacroze |  | Gauche démocratique        |
| 6 | Ruffec          | Maurice Raynaud        |  | Gauche démocratique        | Maurice Raynaud        |  | Gauche démocratique        |

## Résultats à l'échelle du département
| Partis         | Partis                                           | Premier tour | Premier tour | Deuxième tour | Deuxième tour | Sièges |
| Partis         | Partis                                           | Voix         | %            | Voix          | %             | Sièges |
| -------------- | ------------------------------------------------ | ------------ | ------------ | ------------- | ------------- | ------ |
|                | Alliance républicaine démocratique               | 33 074       | 38,80        | 25 171        | 50,74         | 3      |
|                | Fédération républicaine                          | 15 540       | 18,23        |               |               | 2      |
|                | Conservateurs                                    | 13 306       | 15,61        | 16 165        | 32,59         | 0      |
|                | Action libérale populaire                        | 12 106       | 14,20        | 8 269         | 16,67         | 1      |
|                | Section française de l'Internationale ouvrière   | 5 277        | 6,19         |               |               | 0      |
|                | Radicaux indépendants                            | 4 637        | 5,44         | 0             |               |        |
|                | Parti républicain, radical et radical-socialiste | 1 175        | 1,38         | 0             |               |        |
|                | Divers                                           | 127          | 0,15         | 0             |               |        |
|                |                                                  |              |              |               |               |        |
| Inscrits       | Inscrits                                         | 115 250      | 100,00       | 64 082        | 100,00        | 6      |
| Votants        |                                                  |              |              |               |               |        |
| Abstentions    |                                                  |              |              |               |               |        |
| Blancs et nuls |                                                  |              |              |               |               |        |
| Exprimés       | Exprimés                                         | 85 242       |              | 49 605        |               |        |

## Résultats par arrondissement

### Arrondissement d'Angoulême

#### 1recirconscription
| Candidat       | Candidat         | Parti               | Premier tour | Premier tour | Deuxième tour | Deuxième tour |
| Candidat       | Candidat         | Parti               | Voix         | %            | Voix          | %             |
| -------------- | ---------------- | ------------------- | ------------ | ------------ | ------------- | ------------- |
|                | Guy de Cassagnac | Conservateur        | 6 591        | 41,26        | 7 709         | 47,22         |
|                | Paul Mairat      | ARD                 | 6 509        | 40,75        | 8 616         | 52,78         |
|                | Sancenne         | Radical indépendant | 1 699        | 10,64        |               |               |
|                | Fevrier          | PRRRS               | 1 175        | 7,36         |               |               |
|                |                  |                     |              |              |               |               |
| Inscrits       | Inscrits         | Inscrits            | 20 793       | 100,00       | 20 793        | 100,00        |
| Votants        | Votants          | Votants             | 16 673       | 80,19        | 16 623        | 79,95         |
| Abstention     | Abstention       | Abstention          | 4 120        | 19,81        | 4 170         | 20,05         |
| Blancs et nuls | Blancs et nuls   | Blancs et nuls      | 699          | 4,19         | 298           | 1,79          |
| Exprimés       | Exprimés         | Exprimés            | 15 974       | 95,81        | 16 325        | 98,21         |

#### 2ecirconscription
| Candidat       | Candidat              | Parti               | Premier tour | Premier tour | Deuxième tour | Deuxième tour |
| Candidat       | Candidat              | Parti               | Voix         | %            | Voix          | %             |
| -------------- | --------------------- | ------------------- | ------------ | ------------ | ------------- | ------------- |
|                | Roger Poitou-Duplessy | ALP                 | 6 475        | 39,40        | 8 269         | 50,85         |
|                | Auguste Mulac         | ARD                 | 5 647        | 34,37        | 7 991         | 49,15         |
|                | Félineau              | Radical indépendant | 2 938        | 17,88        |               |               |
|                | Oliveau               | SFIO                | 1 372        | 8,59         |               |               |
|                |                       |                     |              |              |               |               |
| Inscrits       | Inscrits              | Inscrits            | 21 835       | 100,00       | 21 835        | 100,00        |
| Votants        |                       |                     |              |              |               |               |
| Abstention     |                       |                     |              |              |               |               |
| Blancs et nuls |                       |                     |              |              |               |               |
| Exprimés       | Exprimés              | Exprimés            | 16 432       |              | 16 260        |               |

### Arrondissement de Barbezieux
| Candidat       | Candidat           | Parti    | Premier tour | Premier tour |
| Candidat       | Candidat           | Parti    | Voix         | %            |
| -------------- | ------------------ | -------- | ------------ | ------------ |
|                | Jean Hennessy      | FR       | 6 558        | 50,66        |
|                | Georges Géo-Gérald | ARD      | 6 388        | 49,34        |
|                |                    |          |              |              |
| Inscrits       | Inscrits           | Inscrits | 14 089       | 100,00       |
| Votants        |                    |          |              |              |
| Abstention     |                    |          |              |              |
| Blancs et nuls |                    |          |              |              |
| Exprimés       | Exprimés           | Exprimés | 12 946       |              |

### Arrondissement de Cognac
| Candidat       | Candidat       | Parti          | Premier tour | Premier tour |
| Candidat       | Candidat       | Parti          | Voix         | %            |
| -------------- | -------------- | -------------- | ------------ | ------------ |
|                | James Hennessy | FR             | 8 982        | 69,19        |
|                | Chillaud       | SFIO           | 3 905        | 30,08        |
|                | Lambert        | Divers         | 94           | 0,72         |
|                |                |                |              |              |
| Inscrits       | Inscrits       | Inscrits       | 21 085       | 100,00       |
| Votants        | Votants        | Votants        | 15 022       | 71,24        |
| Abstention     | Abstention     | Abstention     | 6 063        | 28,76        |
| Blancs et nuls | Blancs et nuls | Blancs et nuls | 2 041        | 13,59        |
| Exprimés       | Exprimés       | Exprimés       | 12 981       | 86,41        |

### Arrondissement de Confolens
| Candidat       | Candidat               | Parti               | Premier tour | Premier tour | Deuxième tour | Deuxième tour |
| Candidat       | Candidat               | Parti               | Voix         | %            | Voix          | %             |
| -------------- | ---------------------- | ------------------- | ------------ | ------------ | ------------- | ------------- |
|                | Antoine Babaud-Lacroze | ARD                 | 7 148        | 45,49        | 8 564         | 50,32         |
|                | De Dampierre           | Conservateur        | 6 715        | 42,74        | 8 456         | 49,68         |
|                | Baulin                 | Radical indépendant | 1 849        | 11,77        |               |               |
|                |                        |                     |              |              |               |               |
| Inscrits       | Inscrits               | Inscrits            | 21 454       | 100,00       | 21 454        | 100,00        |
| Votants        | Votants                | Votants             | 16 734       | 78           | 17 354        | 79,95         |
| Abstention     | Abstention             | Abstention          | 4 720        | 22           | 41 100        | 20,05         |
| Blancs et nuls | Blancs et nuls         | Blancs et nuls      | 1 022        | 6,11         | 334           | 1,92          |
| Exprimés       | Exprimés               | Exprimés            | 15 712       | 93,89        | 17 020        | 98,08         |

### Arrondissement de Ruffec
| Candidat       | Candidat        | Parti          | Premier tour | Premier tour |
| Candidat       | Candidat        | Parti          | Voix         | %            |
| -------------- | --------------- | -------------- | ------------ | ------------ |
|                | Maurice Raynaud | ARD            | 7 382        | 56,58        |
|                | Gautier         | ALP            | 5 631        | 43,16        |
|                |                 | Divers         | 33           | 0,25         |
|                |                 |                |              |              |
| Inscrits       | Inscrits        | Inscrits       | 15 994       | 100,00       |
| Votants        | Votants         | Votants        | 13 283       | 83,05        |
| Abstention     | Abstention      | Abstention     | 2 711        | 16,95        |
| Blancs et nuls | Blancs et nuls  | Blancs et nuls | 237          | 1,78         |
| Exprimés       | Exprimés        | Exprimés       | 13 046       | 98,22        |